# Honor 10 Lite
Honor 10 Lite — смартфон компании Huawei, выпущенный в 2018 году. Аппарат входит в линейку Honor и является бюджетной версией смартфона Honor 10.

## Экран
Honor 10 Lite оснащен 6,21-дюймовым IPS-экраном с разрешением 1080x2340 точек, соотношением сторон 19,5:9 и 415 ppi. Дисплей занимает 83% лицевой поверхности смартфона.

## Камера
Смартфон оснащен двухмодульной основной камерой. Первый модуль 13 Мп (f/1.8), второй модуль 2 Мп используется для эффекта боке. Фронтальная камера 24 Мп (f/2.0), есть поддержка селфи-эффектов: сглаживание кожи и размытие фона.
В смартфоне установлен AI с возможностью распознавания 22 сцен.

## Технические характеристики
- Материалы корпуса: пластик
- Операционная система: Android 9 Pie + EMUI 9 (сейчас Android 10, EMUI 12, последнее обновление ПО было в декабре 2022)
- Сети: 2G, 3G, 4G
- SIM: две nano-SIM, слот на micro SD отсутствует
- Экран: диагональ 6,21", разрешение 2340х1080 точки (19:9), 415 ppi
- Процессор: восьмиядерный Kirin 710, четыре ядра Cortex-A73 2.2 ГГц и четыре ядра Cortex-A53 1.7 ГГц
- Графика: Mali-G51 MP2
- Оперативная память: 3/6 ГБ
- Память для хранения данных: 32/64/128 ГБ
- Разъёмы: USB 2.0
- Основная камера: два модуля 13+ 2 Мп, эффект боке
- Фронтальная камера: 24 Мп
- Сети: GSM/WCDMA/LTE
- Интерфейсы: Wi-Fi 802.11 a/b/g/n/ac 2.4, Bluetooth 4.2 LE
- Навигация: GPS, ГЛОНАСС, BDS
- Дополнительно: акселерометр, компас, датчик освещения, датчик приближения, дактилоскопический сканер, NFC
- Батарея: 3400 мАч (полный заряд за 150 минут)
- Габариты: 155 x 74 x 8 мм
- Вес: 162 г

## Защита
Экран защищает стекло Corning Gorilla Glass. На официальном сайте нет данных о сертификате IP, поэтому при использовании смартфона следует избегать воздействия воды на аппарат.

## Продажи
В Китае Honor 10 Lite был впервые представлен 21 ноября 2018 года, поступил в продажу 26 ноября 2018 года.
В России смартфон был анонсирован 7 февраля 2019 года, в продажу поступил на следующий день после анонса. Цена на российском рынке сразу же после выхода составляла 14990 рублей за 32 Гб и 16990 рублей за 64 Гб. Но уже спустя три месяца была снижена, так за версию 32 Гб в мае цена составляла 11 740 рублей.
Смартфон выпускается в трех цветах: "небесно-голубом", "сапфирово-синем" и "полночном черном".